# Lewohala
Lewohala is een bestuurslaag in het regentschap Flores Timur van de provincie Oost-Nusa Tenggara, Indonesië. Lewohala telt 1274 inwoners (volkstelling 2010).